# ルパーラ
ルパーラ（イタリア語: Lupara）は、イタリア共和国モリーゼ州カンポバッソ県にある、人口約500人の基礎自治体（コムーネ）。

## 地理

### 位置・広がり

#### 隣接コムーネ
隣接するコムーネは以下の通り。
- カザカレンダ
- カステルボッタッチョ
- チヴィタカンポマラーノ
- グアルディアルフィエーラ
- モッローネ・デル・サンニオ